# تلفيف خلف مركزي
التلفيف خلف المركزي هو بنية بارزة في الفص الجداري من الدماغ البشري. تتواجد به القشرة الحسيّة الجسديّة الأولية، المنطقة الحسية الرئيسية لحاسة اللمس.

## معرض صور

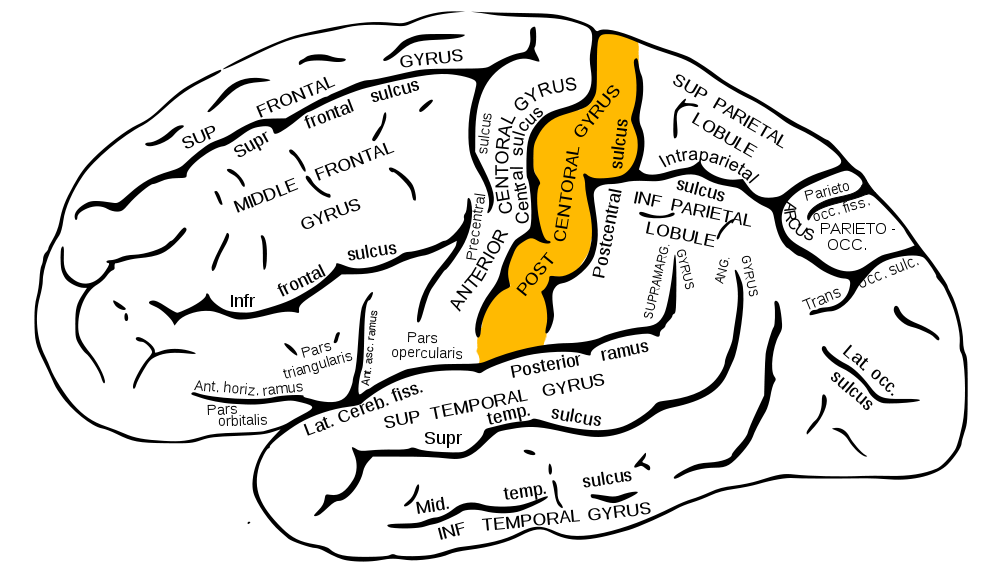
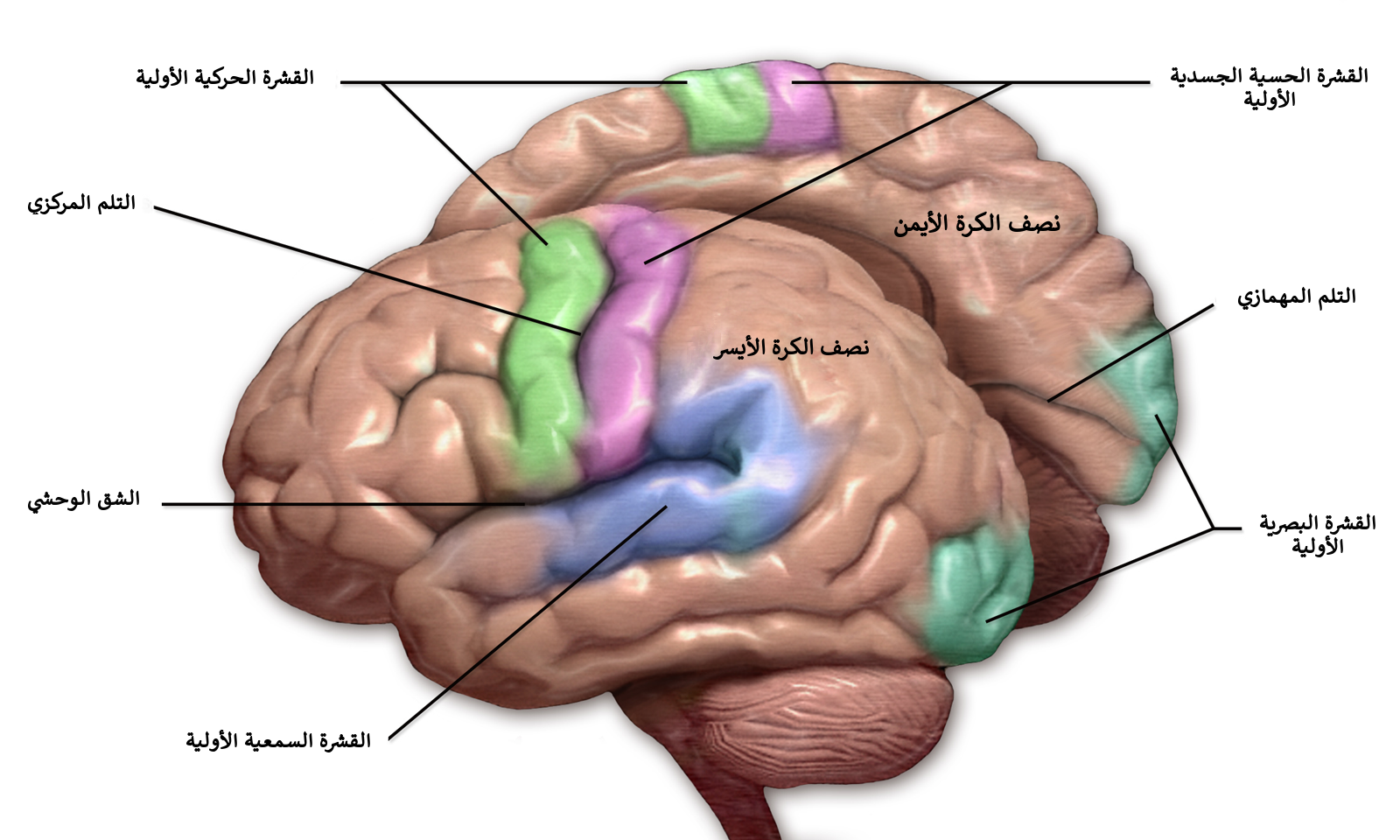

## مبنى
يحدّ التلفيف خلف المركزي كل من:
- الشق الطولي الوسطي (وسطيًّا)
- الثلم المركزي (أماميًّا)
- الثلم خلف المركزي (خلفًا)
- التلم الوحشي (سفليًّا)